# Mistrz Męczeństwa św. Łucji

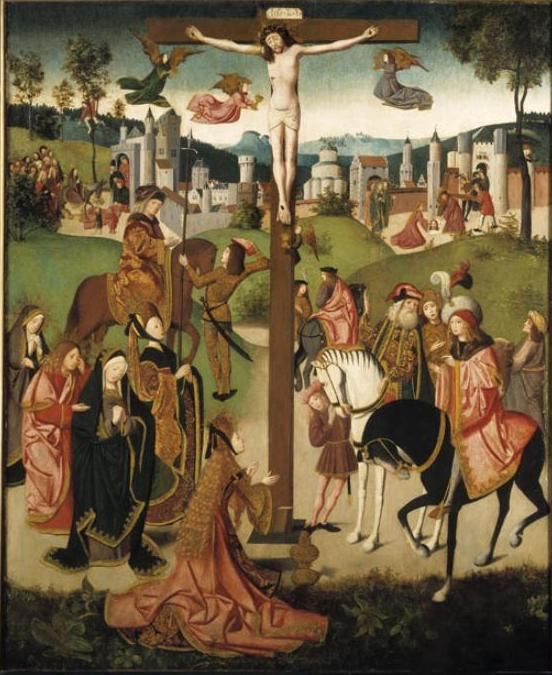
Obraz Ukrzyżowanie z Museum Catharijneconvent

Mistrz Męczeństwa św. Łucji lub Mistrz Złożenia do Grobu z kolekcji Figdor – niderlandzki malarz czynny w Haarlemie pod koniec XV wieku.  

## Życie i działalność artystyczna
Pierwszy przydomek, Mistrz Złożenia do Grobu z kolekcji Figdora, anonimowemu artyście nadał niemiecki historyk sztuki Max Jakob Friedländer, po wystawie w Gemäldegalerie obrazu ołtarzowego pochodzącego z kolekcji Alberta Figdora, Złożenie do grobu. Obraz uległ zniszczeniu w 1945 roku podczas II wojny światowej. Drugi przydomek pochodzi od obrazu Męczeństwo św. Łucji z muzeum amsterdamskiego.   
Swoim stylem nawiązywał do prac Geertgena tot Sint Jansa, przez co często nazywany był „pseudo Geertgenem”